# Boidié
Boidié est une localité et une commune rurale du Mali de l'arrondissement de Tamani, dans le cercle de Barouéli et la région de Ségou.

## Villages
La commune s'étend sur 26 localités relevées lors du recensement général de 2009. 
Les villages les plus peuplés sont :
- Boidié (3 616 habitants) ;
- Kamba (2 334 habitants) ;
- Soyan (1 756 habitants).

## Histoire
Le village est découvert vers 1252 sous le règne de massa Tarra Traoré qui fut le premier Roi identifié. Après le roi  massa Tarra Traoré le village est toujours dirigé successivement par cette famille royale de Massalena Traoré. La famille royale de Boidie a de lien familial direct avec la famille de Babemba Traoré de Sikasso cette famille détiennent des secrets de la royauté dans l’histoire du Mandé.